# Allen Church
Allen Church, född 15 juni 1928, död 17 augusti 2019 i Albuquerque, New Mexico, var en amerikansk sportfunktionär inom alpin skidåkning som är mest känd för att svurit funktionärernas ed vid OS 2002 i Salt Lake City. Under spelen var han huvudansvarig för tidtagning och poänggivning.
2003 fick han the Bud and Mary Little Award från USA:s skidlandslag för sitt arbete med olympiska vinterspelen och internationella skidorganisationen.